# Clément Champoussin
Clément Champoussin (Nice, 29 mei 1998) is een Frans wielrenner die sinds 2025 rijdt voor XDS Astana Team.

## Carrière
In 2016 won Champoussin Het Frans kampioenschap cross-country Mountainbike voor junioren.
Hij won in 2019 het algemeen-, puntenklassement, de ploegentijdrit en de 4e etappe van de Italiaanse etappekoers Giro della Regione Friuli Venezia Giulia. Eerder dat jaar behaalde hij een vierde plaats in de Ronde van de Toekomst.
Vanaf 1 april 2020 is Champoussin prof bij de Franse ploeg AG2R La Mondiale, de ploeg waar hij in 2018 en 2019 al stage had gelopen.

## Belangrijkste overwinningen
2016
 Frans kampioenschap mountainbike Cross-country, junioren
2019
1e etappe Orlen Nations Grand Prix, (ploegentijdrit), onder 23
1e etappe Giro della Regione Friuli Venezia Giulia, (ploegentijdrit)
4e etappe Giro della Regione Friuli Venezia Giulia
Algemeen- en puntenklassement Giro della Regione Friuli Venezia Giulia
2021
20e etappe Ronde van Spanje
2023
4e etappe Arctic Race of Norway
Puntenklassement Arctic Race of Norway
2024
Ronde van Toscane

## Resultaten in voornaamste wedstrijden
| Jaar | Ronde van Italië | Ronde van Frankrijk | Ronde van Spanje |
| ---- | ---------------- | ------------------- | ---------------- |
| 2020 |                  |                     | 31e              |
| 2021 | opgave           |                     | 16e (1)          |
| 2022 |                  |                     | 32e              |
| 2023 |                  | 51e                 |                  |
| 2024 |                  | 101e                |                  |
| 2025 |                  | 85e                 |                  |

| Jaar | Milaan-San Remo | Amstel Gold Race | Luik-Bast.‑Luik | Ronde van Lombardije | Waalse Pijl | Clásica San Sebastián |
| ---- | --------------- | ---------------- | --------------- | -------------------- | ----------- | --------------------- |
| 2020 |                 |                  | 113e            | opgave               | 24e         |                       |
| 2021 |                 |                  |                 | 62e                  | 45e         |                       |
| 2022 |                 |                  |                 | 73e                  |             | 26e                   |
| 2023 |                 | opgave           |                 | 26e                  | 69e         | 14e                   |
| 2024 | 129e            |                  | 85e             | opgave               | 11e         | 70e                   |
| 2025 |                 | opgave           | 100e            |                      | 21e         |                       |

## Ploegen
- 2018 –  AG2R La Mondiale (stagiair vanaf 1-8)
- 2019 –  AG2R La Mondiale (stagiair vanaf 1-8)
- 2020 –  AG2R La Mondiale (vanaf 1-4)
- 2021 –  AG2R-Citroën
- 2022 –  AG2R-Citroën
- 2023 –  Arkéa-Samsic
- 2024 –  Arkéa-B&B Hotels
- 2025 –  XDS Astana Team

Bardet · Bidard · Bouchard · Champoussin (vanaf 1 april) · Cherel · Chevrier · Cosnefroy · Dillier · Domont · Duval · Frank · Gallopin · Gastauer · Geniez · Godon · Gougeard · Hänninen · Jauregui · Latour · L. Naesen · O. Naesen · Paret-Peintre · Peters · Tanfield · Vandenbergh · Vendrame · Venturini · Vuillermoz · Warbasse · Jullien (stagiair) · Reugel (stagiair) · Verger (stagiair)
Bidard · Bouchard · Calmejane · Champoussin · Cherel · Cosnefroy · Dewulf · Duval · Franktot en met 20 juni · Gallopin · Gastauer · Godon · Gougeard · Hänninen ·  Jullien · Jungels · L. Naesen · O. Naesen · O'Connor · Paret-Peintre · Peters · Prodhomme · Sarreau · Schär · Touzé · Van Avermaet · Van Hoecke · Vendrame · Venturini · Warbasse · Delphis (stagiair) · Lapeira (stagiair) · Retailleau (stagiair)
Berthet · Bouchard · Calmejane · Champoussin · Cherel · Cosnefroy · Dewulf · Gall · Godon · Hänninen ·  Jullien · Jungels · Lapeira · L. Naesen · O. Naesen · O'Connor · A. Paret-Peintre · V. Paret-Peintre · Peters · Prodhomme · Raugel · Retailleau (vanaf 1/8) · Sarreau · Schär · Touzé · Van Avermaet · Van Hoecke · Vendrame · Venturini · Warbasse · Delphis (stagiair) · Gautherat (stagiair) · Tronchon (stagiair)
Barguil · Barré · Biermans · Bouet · Bouhanni · Capiot · Champoussin · Costiou · Dekker · Delaplace · Démare (vanf 1/8) · Edet · Gesbert · Grondin · Guernalec · Guglielmi · Hofstetter · Le Berre · Ledanois · Louvel · McLay · Mozzato · Owsian · Pichon · Ponomar (tot 31/7) · Ries · Riou · Rodríguez · Russo · Vauquelin · Verre · Dauphin (stagiair) · Gillet (stagiair) · Tjøtta (stagiair)
Albanese · Barré · Biermans · Capiot · Champoussin · Costiou · Dekker · Delaplace · Démare · García Pierna · Gesbert · Grondin · Guernalec · Guglielmi · Huys · Le Berre · Ledanois(tot 15/8) · Louvel · McLay · Mozzato · Owsian · Ries · Riou · Rodríguez · Scotson · Sénéchal · Thierry (vanaf 1/9) · Vauquelin · Venturini · Verre